# 桐生市の地名
桐生市の地名（きりゅうしのちめい）では、群馬県桐生市の地名を一覧化するとともに、現市域に所在する山岳名・河川名などの自然地名、郷名・村名・字名などの歴史地名・行政地名の相互の関係とその変遷について記述する。

## 概要
桐生市は1921年（大正10年）の市制施行以来、隣接する山田郡・足利郡・安蘇郡、近接する勢多郡の各地域との合併によって市域を拡大した。1929年（昭和4年）に10区61町であった町丁は、1991年（平成3年）に18区99町、2005年（平成17年）に22区116町にまで増加した。
桐生川の谷口集落として発達した桐生市は、群馬県の市では唯一自治体名がその地域を流れる主要河川名と同一である。県内の町では吉岡川と吉岡町（北群馬郡）、板倉川と板倉町（邑楽郡）の例があり、県外の市では釧路川と釧路市（北海道）、大分川と大分市（大分県）の例がある。
「桐生」の地名は、古くは桐の群生地、または霧の発生地であることに由来すると考えられていたが、「きり」は開墾地、「う」は渓谷の意であるとする説が知られるようになった。中世の桐生郷は桐生氏の居住地で、桐生城のあった城山のあたりが桐生の名の発祥地であると考えられている。

## 中央地域
1921年（大正10年）の市制施行時の地域。山田郡桐生町の5大字（桐生・新宿・安楽土・上久方・下久方）がそのまま桐生市に引き継がれた。1929年（昭和4年）に大字を廃止して新たに10区61町を設置した。主な字は、一丁目・二丁目・三丁目・四丁目・五丁目・六丁目・横町・稲荷塚・三ツ塚・吹上原・川島原・上宿・中宿・下宿・浜ノ原・常木・小谷原・清水・今井宿・本宿・天津沢・小曽根・松立・村松沢・宮原・町屋がある。主な山は、吾妻山・物見山・雷電山・小曽根山・琴平山・丸山。物見山の南麓は桐生が岡と呼ばれる丘陵地で、動物園・水族館・遊園地を併設した桐生が岡公園が整備されている。主な川は、桐生川・村松沢・東堤沢・西堤沢・天津沢・新川。新川は大部分が暗渠化されて道路となり、新道はコロンバス通りと名付けられた。主な都市計画道路は、本町線（本町通り・錦町通り）・美原線・桐生大橋線・昭和通り線・昭和橋線・中通り線・中通り大橋線・広見線（末広町通り・高砂町通り）・赤岩線・桐生駅南線・山手線・永楽町線（永楽町通り・泉町通り）・幸橋線（オリオン通り・芳町通り）・稲荷橋線。

### 市制施行時の大字
桐生町の前身の一つである安楽土村は、1873年（明治6年）に今泉村・本宿村・堤村・村松村が合併して成立。1889年（明治22年）の町村制施行に伴い桐生新町・新宿村・安楽土村・下久方村、上久方村の一部が合併して新たに桐生町が成立。旧町村名を引き継いだ5大字を編成した。以下に市制施行時の5区5大字を列記する。
- 桐生（旧一区）
- 新宿（旧二区）
- 安楽土（旧三区・旧四区：旧三区は東安楽土、旧四区は西安楽土と通称した。）
- 上久方（旧五区の北西部）
- 下久方（旧五区の中南部）

### 区再編後の町丁
1929年（昭和4年）、桐生市内の区の再編により、旧一区が一・二区、旧二区が三・四・五区、旧三区が六・七区、旧四区が八・九区、旧五区が十区となった。以下に区再編に伴う大字廃止・町丁設置後の10区61町を列記する。
- 一区（4町）
  - 本町一・二・三丁目
  - 横山町

- 二区（3町）
  - 本町四・五・六丁目

- 三区（7町）
  - 錦町一・二丁目
  - 桜木町
  - 稲荷町
  - 織姫町
  - 美原町
  - 清瀬町

- 四区（6町）
  - 新宿通一・二・三丁目
  - 三吉町
  - 小梅町
  - 琴平町

- 五区（2町）
  - 浜松町一・二丁目

- 六区（6町）
  - 東町
  - 泉町
  - 高砂町
  - 旭町
  - 川岸町
  - 常盤町

- 七区（6町）
  - 芳町
  - 諏訪町
  - 安楽土町
  - 今泉町
  - 清水町
  - 栄町

- 八区（10町）
  - 末広町一・二・三丁目
  - 宮前町一・二丁目
  - 東堤町
  - 西堤町
  - 巴町一・二丁目
  - 元宿町

- 九区（8町）
  - 永楽町一・二・三・四丁目
  - 小曽根町一・二・三丁目
  - 宮本町

- 十区（9町）
  - 天神町一・二・三丁目
  - 東久方町一・二・三丁目
  - 西久方町一・二丁目
  - 平井町

### 住居表示実施後の町丁
桐生市では1966年（昭和41年）に東地区（六区、七区）で初めて住居表示の実施に伴う町名変更が行われ、以後、1969年（昭和44年）に南地区（三区の渡良瀬川左岸、四区の東部、五区）、1971年（昭和46年）に北地区（一区、十区）、1974年（昭和49年）に西地区（八区、九区の各一部）、1977年（昭和52年）に南地区（四区の西部）で行われた。以下に住居表示の実施に伴う町名変更後の10区64町（住居表示未実施の狭小町丁を含む）を列記する。
- 一区（4町）
  - 本町一・二・三丁目
  - 横山町

- 二区（3町）
  - 本町四・五・六丁目（住居表示未実施地区）

- 三区（8町、桜木町の十二区編入後：7町）
  - 錦町一・二・三丁目
  - 桜木町：2014年（平成26年）10月に第三区から第十二区に編入。
  - 稲荷町
  - 織姫町
  - 美原町
  - 清瀬町

- 四区（7町）
  - 新宿一・二・三丁目
  - 三吉町一・二丁目
  - 小梅町
  - 琴平町

- 五区（2町）
  - 浜松町一・二丁目

- 六区（8町：住居表示未実施の5町を含む）
  - 仲町一・二・三丁目
  - 東町（住居表示未実施地区）
  - 泉町（住居表示未実施地区）
  - 高砂町（住居表示未実施地区）
  - 旭町（住居表示未実施地区）
  - 川岸町（住居表示未実施地区）

- 七区（7町）
  - 東一・二・三・四・五・六・七丁目

- 八区（9町）
  - 末広町
  - 宮前町一・二丁目
  - 堤町一・二・三丁目
  - 巴町一・二丁目
  - 元宿町

- 九区（7町：住居表示未実施の宮本町を含む）
  - 永楽町
  - 小曽根町
  - 宮本町一・二・三・四丁目
  - 宮本町（住居表示未実施地区）

- 十区（9町）
  - 天神町一・二・三丁目
  - 東久方町一・二・三丁目
  - 西久方町一・二丁目
  - 平井町

## 境野地域
山田郡境野村が1933年（昭和8年）に桐生市に編入して境野町となった地域。境野村は1889年（明治22年）の町村制施行時に合併を伴わずにそれまでの境野村の区域をもって成立したため大字は編成されなかった。1954年（昭和29年）に間ノ島の一部が上三ツ堀・広沢町一丁目川久保に編入。間ノ島の大部分が広沢町間ノ島となる。1969年（昭和44年）に境野町一・二・三・四・五・六・七丁目となる。菱町の一部を境野町一丁目と四丁目に編入。境野村の字は、殿林・沼ノ上・下小友・松宮・浜ノ京・浜ノ京西原・天神台・中通・諏訪・関根・上三ツ堀・下三ツ堀・間ノ島がある。境野町は塚を除いて全て平地で山はない。主な川は、渡良瀬川・桐生川。主な都市計画道路は、昭和通り線・昭和橋線・松原橋線。
- 十一区（7町）
  - 境野町一丁目（殿林・沼ノ上・諏訪、菱町字山神前）
  - 境野町二丁目（諏訪・関根・上三ツ堀・下三ツ堀・中通）
  - 境野町三丁目（上三ツ堀・下三ツ堀）
  - 境野町四丁目（下小友・諏訪・沼ノ上・中通、菱町字山神前）
  - 境野町五丁目（松宮・下小友・中通・浜ノ京）
  - 境野町六丁目（中通・下三ツ堀・松宮・諏訪）
  - 境野町七丁目（浜ノ京・浜ノ京西原・天神台）

## 広沢地域
山田郡広沢村が1937年（昭和12年）に桐生市に編入して広沢町となった地域。広沢村は1876年（明治9年）に上広沢村・中広沢村・下広沢村が合併して成立。1889年（明治22年）の町村制施行に伴い広沢村・一本木村が合併して新たに広沢村が成立。広沢・一本木の2大字を編成した。1954年（昭和29年）に境野町間ノ島の一部が境野町上三ツ堀・広沢町一丁目川久保に編入。境野町間ノ島の大部分が広沢町間ノ島となる。1955年（昭和30年）に山田郡毛里田村吉沢の一部が広沢町七丁目に編入。2014年（平成26年）10月に桜木町が第三区から第十二区に編入。広沢村の主な字は、後谷・川久保・岡ノ上・神明・一木・茶臼山・寺前・姥沢・籾山・榎・夏保・福島・宮原・佐倉がある。主な山は、茶臼山・八王子山。茶臼山は八王子丘陵を構成する茶臼山丘陵の最高峰で、茶臼山丘陵は広沢丘陵とも呼ばれる。主な川は、渡良瀬川・広沢川。主な都市計画道路は、本町線（桜木町通り）・広沢線・国道50号線・中通り大橋線・昭和橋線・松原橋線。
- 十二区（3町、桜木町の十二区編入後：4町）
  - 広沢町一・二・三丁目（上広沢）
  - 桜木町（新宿字川島原：2014年（平成26年）10月に第三区から第十二区に編入）

- 十三区（4町、広沢町間ノ島設置後：5町）
  - 広沢町間ノ島（境野町間ノ島：1954年（昭和29年）に第十一区から第十三区に編入）
  - 広沢町四丁目（中広沢）
  - 広沢町五・六丁目（下広沢）
  - 広沢町七丁目（一本木・吉沢）

## 梅田地域
山田郡梅田村が1954年（昭和29年）に桐生市に編入して梅田町一・二・三・四・五丁目となった地域。梅田村は1889年（明治22年）の町村制施行に伴い上久方村の一部、浅部村・高沢村・二渡村・山地村が合併して成立。旧村名を引き継いだ5大字を編成した。1968年（昭和43年）に栃木県安蘇郡田沼町入飛駒が梅田町四・五丁目に編入。梅田村の主な字は、梅原・大門・居館・小谷戸・浅部・木品・忍山・台・石鴨がある。飛駒村入組の主な字は馬立・閉篭里・今倉・皆沢がある。主な山は、根本山・鳴神山・城山。主な川は、桐生川・皆沢川・忍山川・高沢川。梅田町四丁目に桐生川ダムが建設され、四丁目から五丁目にかけて広がるダム湖は梅田湖と名付けられた。
- 十四区（5町）
  - 梅田町一丁目（上久方）
  - 梅田町二丁目（浅部）
  - 梅田町三丁目（高沢）
  - 梅田町四丁目（二渡・入飛駒）
  - 梅田町五丁目（山地・入飛駒）

## 相生地域
山田郡相生村が1954年（昭和29年）に桐生市に編入して相生町一・二・三・四・五丁目となった地域。相生村は1889年（明治22年）の町村制施行に伴い如来堂村・下新田村・天王宿村・蕪町村・天沼新田が合併して成立。旧村名を引き継いだ5大字を編成した。相生村の主な字は、竜台・清水・滝山・桜塚・足中・愛宕前・愛宕廻・富士山前・宿・二本松・新田開道・横山・裏地・堀上・多賀廻・堀下・間々通がある。主な山は、富士山。主な川は、渡良瀬川。主な都市計画道路は、桐生大橋線・如来堂相生線・相生駅前線・相生岩宿線・天王宿線・天王宿天沼線。
- 十五区・十八区（5町）
  - 相生町一丁目（如来堂：十八区）
  - 相生町二丁目（下新田：十五区・十八区）
  - 相生町三丁目（天王宿：十五区）
  - 相生町四丁目（蕪町：十五区）
  - 相生町五丁目（天沼新田：十五区）

## 川内地域
山田郡川内村の大部分が1954年（昭和29年）に桐生市に編入して川内町一・二・三・四・五丁目となった地域。高津戸の一部は山田郡大間々町に編入。川内村の前身の一つである山田村は1876年（明治9年）に上仁田山村・中仁田山村・下仁田山村・名久木村が合併して成立。1889年（明治22年）の町村制施行に伴い東小倉村・西小倉村・須永村・高津戸村・山田村が合併して川内村が成立。旧村名を引き継いだ5大字を編成した。川内村の主な字は、吾妻沢・鷹ノ巣・寺前・釈迦堂・千網谷戸・永明山・和田・新堀・上ノ台・岩久保・駒形・赤柴・山崎・笹久保がある。主な山は、鳴神山・吾妻山・小倉山・岩久保山・永明山。主な川は、渡良瀬川・山田川・小倉川。
- 十六区（5町）
  - 川内町一丁目（東小倉）
  - 川内町二丁目（西小倉）
  - 川内町三丁目（須永）
  - 川内町四丁目（高津戸）
  - 川内町五丁目（山田）

## 菱地域
栃木県足利郡菱村が1959年（昭和34年）に桐生市に編入して菱町上菱・黒川となった地域。菱村の前身の一つである黒川村は1876年（明治9年）に下菱村・小友村が合併して成立。1889年（明治22年）の町村制施行に伴い上菱村・黒川村が合併して菱村が成立。上菱・黒川の2大字を編成した。1991年（平成3年）に菱町上菱・黒川が菱町一・二・三・四・五丁目となる。菱村の主な字は、米沢・風穴・宿ノ島・中小友・上小友・広見・中里・普門寺・祖父ヶ入・塩ノ瀬がある。主な山は、仙人ヶ岳・観音山。主な川は、桐生川・黒川・小友川。主な都市計画道路は、広見線・幸橋線・稲荷橋線。
- 十七区（5町）
  - 菱町一丁目（小友）
  - 菱町二丁目（一色）
  - 菱町三丁目（下菱）
  - 菱町四丁目（中里）
  - 菱町五丁目（上菱）

## 新里地域
勢多郡新里村が2005年（平成17年）に桐生市に編入して新里町各町となった地域。新里村の前身の一つである山上村は、1876年（明治9年）に山上後閑村・山上内町村・山上新町村・山上太郎左衛門分村が合併して成立。1889年（明治22年）の町村制施行に伴い板橋村・関村・高泉村・大久保村・奥沢村・鶴ヶ谷村・山上村・小林村・武井村・野村・新川村が合併して新里村が成立。旧村名を引き継いだ11大字を編成した。1950年（昭和25年）に板橋の北部から赤城山が分立したことで新里村は12大字となった。新里村の主な字・通称地名は、大平・上赤坂・赤坂・関・上長者・下長者・越戸・中田・細皆戸・夏井戸・上鶴谷・下鶴谷・元町・山上天笠・町組・後閑・高縄・芝・中島・小林・上武井・下武井・武井天笠・峯岸・広間地東・広間地西・八幡・新宮・元宿・宿・鏑木・十三塚・久保井・熊野・不二山・藤生沢・天神がある。主な山は、赤城山・不二山。主な川は、早川・鏑木川・蕨沢川。
- 十九区・二十区・二十一区（12町）
  - 新里町赤城山（十九区）：1950年（昭和25年）に板橋の北部から分立。
  - 新里町板橋（十九区）
  - 新里町関（十九区）
  - 新里町高泉（十九区）
  - 新里町大久保（十九区）
  - 新里町奥沢（十九区）
  - 新里町鶴ケ谷（十九区・二十区）
  - 新里町山上（二十区）
  - 新里町小林（二十区）
  - 新里町武井（二十区）
  - 新里町野（二十区）
  - 新里町新川（二十一区）

## 黒保根地域
勢多郡黒保根村が2005年（平成17年）に桐生市に編入して黒保根町各町となった地域。黒保根村の前身の一つである下田沢村は、1874年（明治7年）に下田沢村・楡沢村が合併して成立。1889年（明治22年）の町村制施行に伴い水沼村・八木原村・上田沢村・下田沢村・宿廻村・上神梅村・下神梅村・塩沢村が合併して黒保根村が成立。旧村名を引き継いだ8大字を編成した。1958年（昭和33年）に上神梅・下神梅・塩沢の3大字が大間々町に編入したことで黒保根村は5大字となった。黒保根村の主な字・通称地名は、水沼上・水沼下・早房・八木原・荒神山・桑ノ代・涌丸上・涌丸下・栗門・荻ノ目・栗生・鷲ノ手・田沢中・古谷・津久瀬・南雲・前田原・出合原・柏山・清水・鹿角・高楢・岩下・寒戸・楡沢・赤面・本宿・城・川口がある。主な山は、赤城山・栗生山・荒神山。主な川は、渡良瀬川・小黒川・田沢川・鳥居川・川口川・深沢川。
- 二十二区（5町）
  - 黒保根町水沼
  - 黒保根町八木原
  - 黒保根町上田沢
  - 黒保根町下田沢
  - 黒保根町宿廻